# Agencia Canadiense de Desarrollo Internacional

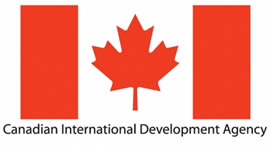
Logo CIDA

La Agencia canadiense desarrolladora internacional (ACDI) fue fundada en 1968 con el fin de gestionar la mayoría de los programas de ayuda pública al desarrollo (APD) de Canadá en África, a Oriente Medio, en Américas y en Asia. La ACDI tiene la misión de llevar los esfuerzos internacionales desplegados por Canadá para proveer ayuda a las personas que viven en la pobreza.
El diputado federal Julian Fantino, nombrado ministro de la Cooperación internacional en julio de 2012, es el responsable político del ACDI. La agencia trabaja en estrecha colaboración con el Ministerio de los Asuntos exteriores, de los socios canadienses e internacionales.
Al hacer la presentación del Plan de acción económica de 2013, el 21 de marzo de la mismo año, el ejecutivo de Canadá ha anunciado la fusión de la Agencia canadiense desarrolladora internacional (ACDI) y del ministerio de los Asuntos exteriores y del Comercio internacional y la creación del Ministerio de los Asuntos exteriores, del Comercio y del Desarrollo.

## Mandato
El objetivo de la ACDI es de gestionar el apoyo y los recursos de Canadá de modo eficaz y responsable con vistas a obtener resultados duraderos y significativos, así como de comprometerse en la elaboración de políticas de desarrollo en Canadá y sobre la escena internacional con el fin de ayudar Canadá a alcanzar sus objetivos al capítulo del desarrollo. Su acierto encuentra su medida en su contribución a la realización de los Objetivos del de Desarrollo del Milenio (ODM) y de los objetivos más generales de la política internacional de Canadá.
Las tres prioridades que orientan el trabajo de la ACDI son:
- incrementar la seguridad alimentaria;
- asegurar el porvenir de los niños y de los jóvenes;
- favorecer un crecimiento económico duradero.

Además de estos temas prioritarios, la ACDI continua integrando tres temas transversales en todos sus programas y en todas sus políticas : 
- incrementar la viabilidad del medio ambiente;
- favorecer la igualdad entre las mujeres y los hombres;
- apoyar el esfuerzo de las instituciones y de las prácticas en materia de governanza.[2]

La ACDI da cuenta de sus actividades al Parlamento canadiense por intermebio del Ministro de la Cooperación internacional. El presidente o la presidenta de la ACDI aconseja al ministro sobre las cuestiones relativas a las políticas, a los programas y a la gestión.
La administración central de la ACDI está ubicada a Gatineau, en Quebec. Los despachos regionales están repartidos con el fin de mejor movilizar los socios, los individuos, el sector privado y la sociedad civil.

### Regiones y países ciblés
En el marco de su Plan de acción para incrementar la eficacia de la ayuda, el ejecutivo de Canadá invertirá 80 % de sus recursos bilaterales en 20 países objetivos. Estos países han sido escogidos en funciones de sus necesidades reales, de su capacidad de beneficiar de la ayuda y de su conformidad con las prioridades de la política extranjera de Canadá.

## Historia
Antes la creación de la ACDI, la mayoría de la ayuda de Canadá estaba distribuida bajo forma de contribuciones a las Naciones Unidas y a sus organismos por  intermedio del ministerio de los Asuntos exteriores, ahora conocido bajo el nombre de Asuntos exteriores Canadá.
En 1959, el ministerio del Comercio estableció la Dirección de la asistencia técnica y económica, que estaba encargada de responder a las necesidades crecientes de los países en desarrollo en materia de ayuda internacional.
En 1960, por vía de decreto tomado en virtud de la Ley sobre las reestructuraciones y las transferencias de atribuciones en la administración pública, las funciones de esta dirección se transfirieron al ministerio de los Asuntos Exteriores con el fin de crear el Despacho de la ayuda exterior. Su creación fue esencial al rol de Canadá en la propiedad del desarrollo internacional a un momento donde la ayuda extranjera aumentaba continuamente.
La ACDI se creó por decreto, en 1968, con el fin de reemplazar el Despacho de la ayuda exterior.
En 2013, el ejecutivo de Stephen Harper anuncia la fusión de la Agencia canadiense desarrolladora internacional (ACDI) con el Ministerio de los Asuntos Exteriores y del Comercio internacional, creando así el ministerio de los Asuntos Exteriores, del Comercio y del Desarrollo (MAECD).
En septiembre de 2013, reaccionando a lo que está percibido como un abandono de los principios del ACDI en beneficio de intereses comerciales, el ejecutivo de Quebec hace saber que considera de crear su propia Agencia quebequense de solidaridad internacional.

## Administración

### Ministros y presidentes
Ministros responsables
- (2012-) Julian Fantino, ministro de la Cooperación interntional
- (2007-2012) Beverley J. Oda, ministro de la Cooperación internacional
- 2006-2007) Josée Verner, ministro de la Cooperación internacional
- (2003-2006) Aileen Carroll, ministro de la Cooperación internacional
- (2002-2003) Susan Whelan, ministro de la Cooperación internacional
- (1999-2002) Maria Minna, ministro de la Cooperación internacional
- (1997-1999) Diane Marleau, ministro de la Cooperación internacional
- (1996-1997) Don Boudria, ministro de la Cooperación internacional
- (1996) Pierre Pettigrew, ministro de la Cooperación internacional
- (1995-1996) André Ouellet, ministro de asuntos exteriores
- (1993-1995) André Ouellet, Secretario de Estado a los Asuntos exteriores
- (1993) Henry Perrin Beatty, Secretario de Estado a los Asuntos exteriores
- (1993) Monique Vézina, ministro de las Relaciones exteriores
- (1986-1993) Monique Landry, ministro de las Relaciones exteriores
- (1984-1986) Monique Vézina, ministro de las Relaciones exteriores
- (1982-1984) Pierre de Bané, ministro de Estado de las Relaciones exteriores
- (1980-1982) Mark MacGuigan, ministro de Estado de las Relaciones exteriores
- (1979-1980) Martial Asselin, ministro de Estado a cargo de la Agencia canadiense desarrolladora internacional
- (1976-1979) Donald Jamieson, Secretario de Estado a los Asuntos exteriores
- (1974-1976) Allan MacEachen, Secretario de Estado a los Asuntos exteriores
- (1968-1974) Mitchell Sharp, Secretario de Estado a los Asuntos exteriores

Presidentes de la ACDI
- (2008-) Margaret Biggs
- (2005-2008) Robert Greenhill
- (2003-2005) Paul Thibault
- (1999-2003) Leonard Good
- (1993-1999) Huguette Labelle
- (1993) Jocelyne Bourgon
- (1989-1993) Marcel Massé
- (1983-1989) Margaret Catley-Carlson
- (1980-1982) Marcel Massé
- (1977-1980) Michel Dupuy
- (1970-1977) Paul Gérin-Lajoie
- (1968-1970) Maurice Strong

## Controversia
El 27 de noviembre de 2008 de 27 de noviembre de 2008 de 27 de noviembre de 2008, la emisión de periodismo de encuesta Encuesta, difundida por la Televisión de Radio Canadá, ha levantado dudas sobre la gestión apropiada por la ACDI de los fondos que en él están concedidos. Menciona, entre demás, que una rama de la ACDI, el Programa de cooperación industrial (PCI), habría proporcionado 1,2 mil millones en subvenciones a instituciones con objetivos lucrativos.

## Anexos